# Тищенки (Шишацкий район)
Тищенки (укр. Тищенки) — село,
Великобузовский сельский совет,
Шишацкий район,
Полтавская область,
Украина.
Код КОАТУУ — 5325780507. Население по переписи 2001 года составляло 470 человек.

## Географическое положение
Село Тищенки находится на правом берегу реки Говтва,
выше по течению на расстоянии в 0,5 км расположено село Науменки,
ниже по течению на расстоянии в 2 км расположено село Молодиковщина (Решетиловский район).